# Gerard Philips

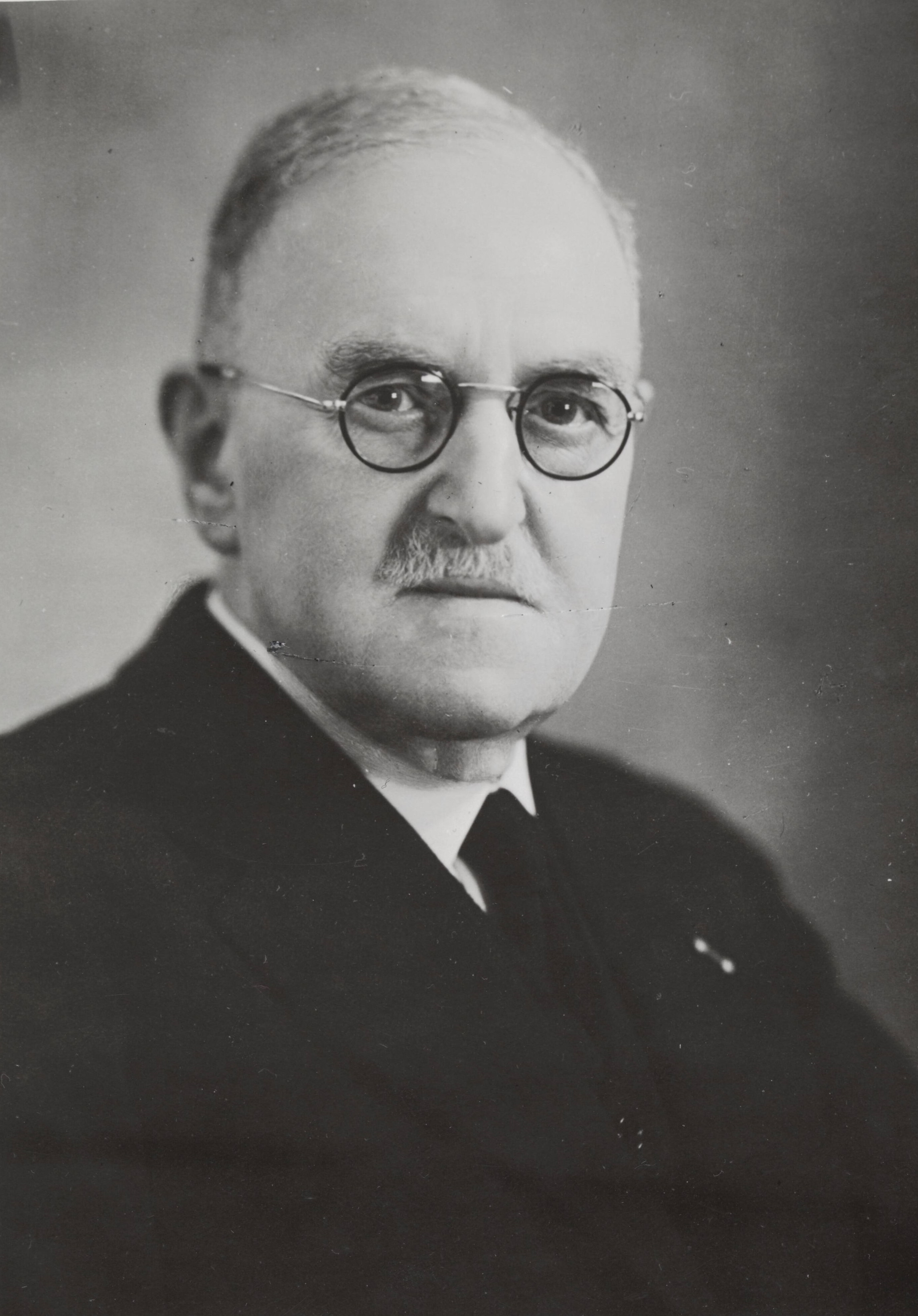
Gerard Philips

Gerard Leonardo Frederik Philips (n. 9 octombrie 1858 la Zaltbommel - d. 26 ianuarie 1942 la Haga) a fost un industriaș neerlandez, cunoscut pentru faptul că a fondat, împreună cu tatăl său, Frederik Philips, compania Philips.
Mai târziu, în 1912, împreună cu fratele său, Anton Philips, a transformat compania într-o corporație cu numele NV Philips' Gloeilampenfabrieken.